# Neogomphus edenticulatus
Neogomphus edenticulatus är en trollsländeart som beskrevs av Frank Louis Carle och Cook 1984. Neogomphus edenticulatus ingår i släktet Neogomphus och familjen flodtrollsländor. Inga underarter finns listade i Catalogue of Life.